# Lepanthes ximenae
Lepanthes ximenae är en orkidéart som beskrevs av Carlyle August Luer. Lepanthes ximenae ingår i släktet Lepanthes och familjen orkidéer. Inga underarter finns listade i Catalogue of Life.